# James Clark Ross

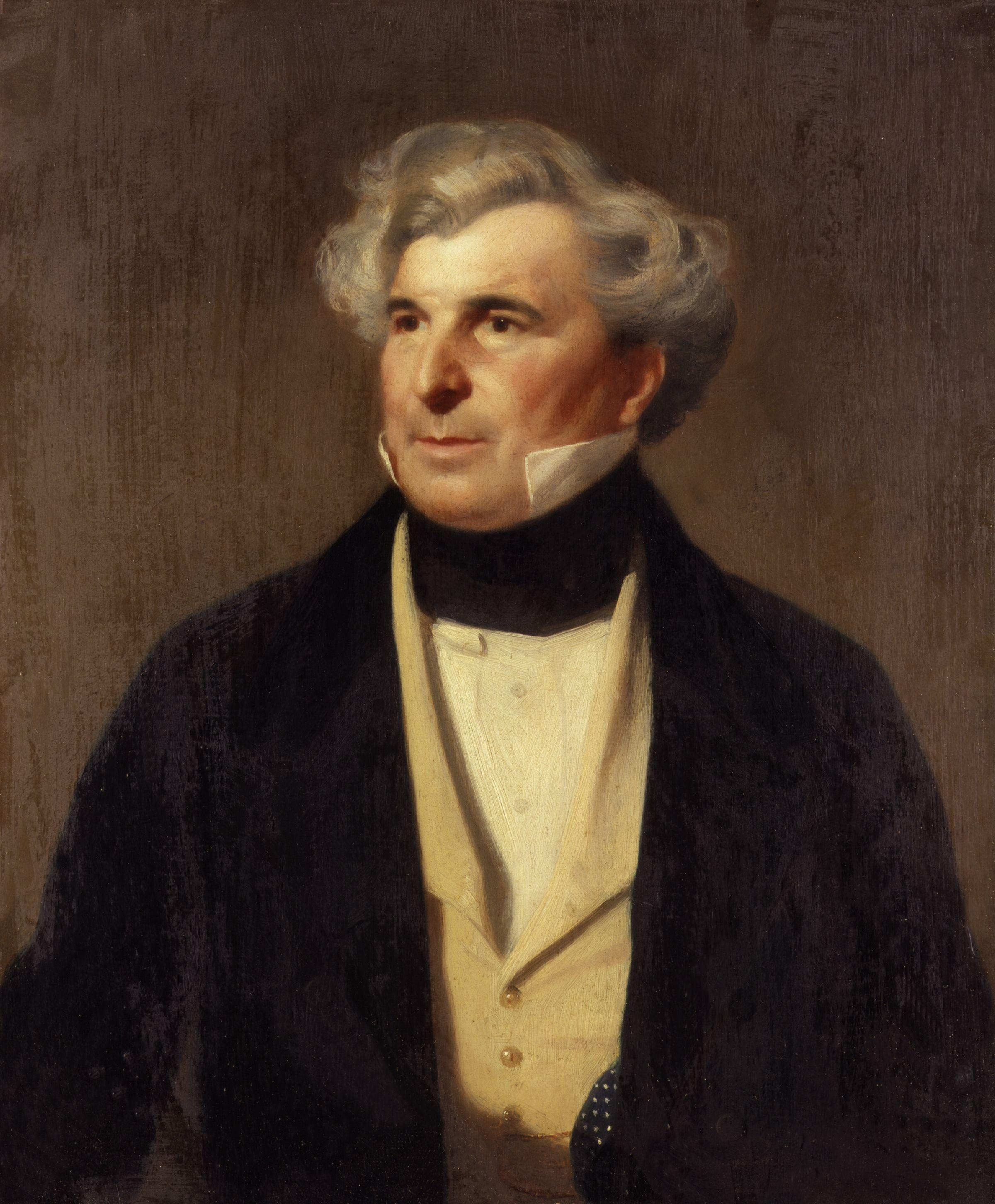
Stephen Pearce: James Clark Ross

sir James Clark Ross (1800. április 15., London? – 1862. április 3., Aylesbury) brit tengerésztiszt, sarkkutató.
Egyes nézetek szerint valószínűleg Skóciában született. Apja, id. James Clark Ross az előkelő Wigtownshire családra vezette vissza származását. Apjának öccse John Ross, a brit flotta feltörekvő, ifjú tisztje volt, és az ifjabb Clark gyermekéveit nagybátyjának befolyása határozta meg. Tíz nappal tizenkettedik születésnapja előtt csatlakozott John Rosshoz a napóleoni háborúkban.
Első önálló beosztását őfelsége Briseis nevű hajóján kapta mint első osztályú önkéntes. Valószínűleg nagybátyja befolyásának köszönhetően gyorsan emelkedett a ranglétrán, és hamarosan ő lett a hajó első tisztje, mint tengerészkadét. Hat évig szolgált nagybátyja parancsnoksága alatt — a Briseis után előbb az Actaeon (Fehér-tenger, Balti-tenger, La Manche), majd a Driver fedélzetén (Skócia nyugati partjainál).
1817-ben barátja, sir George Hope, az Admiralitás első lordja (azaz a haditengerészeti miniszter) felkérte John Rosst, vezessen expedíciót az északnyugati átjáró felkutatására: a Baffin-öböltől hajózzon át a Bering-szorosig. Az ajánlat mindkét Ross életét megváltoztatta: e pillanattól már nem annyira haditengerészeknek kell őket tekintenünk, hanem egyre inkább felfedezőknek.
1839–1843 között az Antarktiszra vezetett expedíciót. Ezen felfedezte a Viktória-földet, a róla elnevezett Ross-tengert, valamint az Antarktisz két működő vulkánját — ezeket hajóiról nevezte el Erebusnak, illetve Terrornak. Kereste, de nem találta meg a déli mágneses pólust.
Három oldalról:
- a James Ross-sziget (Antarktiszi-félsziget),
- a Victoria-föld és
- a Ross-tenger

felől is körbehajózta az Antarktiszt, és ezzel bizonyította, hogy az önálló kontinens.
Fő műve: A Voyage of Discovery and Research is the Southern and Antarctic Regions (1847).
Ő volt az első, akit a Franklin-expedíció felkutatásával megbíztak. A Investigator fedélzetén ekkor még csak főhadnagyként vele hajózott Robert MacClure is. 1848–ban indultak útnak. Hajójuk a Lancaster-szorosban fagyott a jégbe. Ezután a legénység szánokon indult Franklinék keresésére, de nem találták. A jéggel visszasodródtak a Baffin-öbölbe, ahol a hajó kiolvadt, és ők visszahajóztak Angliába.